# Clinobirnessite
La clinobirnessite è un minerale non approvato dall'IMA perché la birnessite comprende tutti i tipi strutturali inclusa la clinobirnessite.